# Eric Gryp
Eric Gryp (Gent, 5 november 1932 - 5 januari 2007) was een Belgisch politicus.

## Levensloop
Gryp was beroepshalve scheikundig en technisch ingenieur.
Hij werd politiek actief voor de Vlaamse groene partij Agalev en zetelde van 1985 tot 1991 in de Belgische Senaat als rechtstreeks verkozen senator voor het arrondissement Gent-Eeklo. In de Senaat hield hij zich voornamelijk bezig met klimaatdossiers en dossiers in verband met kernenergie. In de periode december 1985-november 1991 had hij als gevolg van het toen bestaande dubbelmandaat ook zitting in de Vlaamse Raad. 
Gryp was een overtuigde, vrijzinnige republikein; hij noemde zich ook marxist. Hij was lid van andersglobalisten ATTAC sinds de opstart ervan in 1998.